# Power Girl
Power Girl est une super-héroïne créée en janvier 1976 par Gerry Conway, Ric Estrada et Wally Wood pour le compte de DC Comics. Le personnage apparaît pour la première fois dans le numéro 58 du comic book All Star Comics. 
Elle est l'homologue de Supergirl dans une version alternative de la Terre dénommée Terre 2. Elle est donc, au même titre que son homologue, la cousine de Superman. En arrivant sur Terre, elle a adopté le nom de Karen Starr.
Power Girl apparaît dans plusieurs séries de DC Comics en tant que second rôle. Elle est également l'héroïne de deux séries éponymes en 1988 (quatre numéros) et de 2009 à 2011 (vingt-sept numéros).

## Création du personnage
Depuis 1940 le magazine All Star Comics relate les aventures d'un groupe de super-héros, la Société de justice d'Amérique. Le magazine est arrêté au numéro 57 en 1951 puis est relancé en 1976. La nouvelle version de All Star Comics est confié au scénariste Gerry Conway et aux dessinateurs Ric Estrada et Wally Wood. Le numéro 58 voit donc se retrouver d'anciens super-héros de l'univers DC comme Flash, Green Lantern, Robin et Wildcat avec deux nouveaux personnages : Power Girl et Star-Spangled Kid
.
Très vite, Power Girl devient un des membres réguliers de l'équipe de super-héros qui évolue au gré des années. Et, en 1978, le scénariste Paul Levitz et le dessinateur Joe Staton consacrent les numéros 97 à 99 du magazine Showcase aux  origines de la super-héroïne.
En 1985, la série Crisis on Infinite Earths supprime le concept des Terres parallèles. Tous les super-héros de l'univers DC sont ainsi réunis dans une même réalité. Les deux Superman sont donc considérés comme étant le même personnage. Les deux alter ego, Power Girl et Supergirl deviennent quant à elles deux personnages distincts pouvant vivre des aventures communes. En 2005, la série Infinite Crisis réinstalle le concept d'univers parallèle. Power Girl reste par contre une héroïne évoluant sur la Terre.
En 2009, DC lance Power Girl, une série uniquement consacrée à l'héroïne écrite par Justin Gray et Jimmy Palmiotti et dessinée par Amanda Conner. La Power Girl de cette série est représentée comme une femme très sexy qui met en avant ses formes. La dessinatrice Amanda Conner déclare à ce sujet que :

« Certaines femmes sont tout à fait à l'aise avec leurs corps, et cela ne les dérange pas d'exposer des parties dont elles sont fières. [...] Cela permet de distraire fortement ceux qui leur causent des problèmes,. »

## Biographie fictive

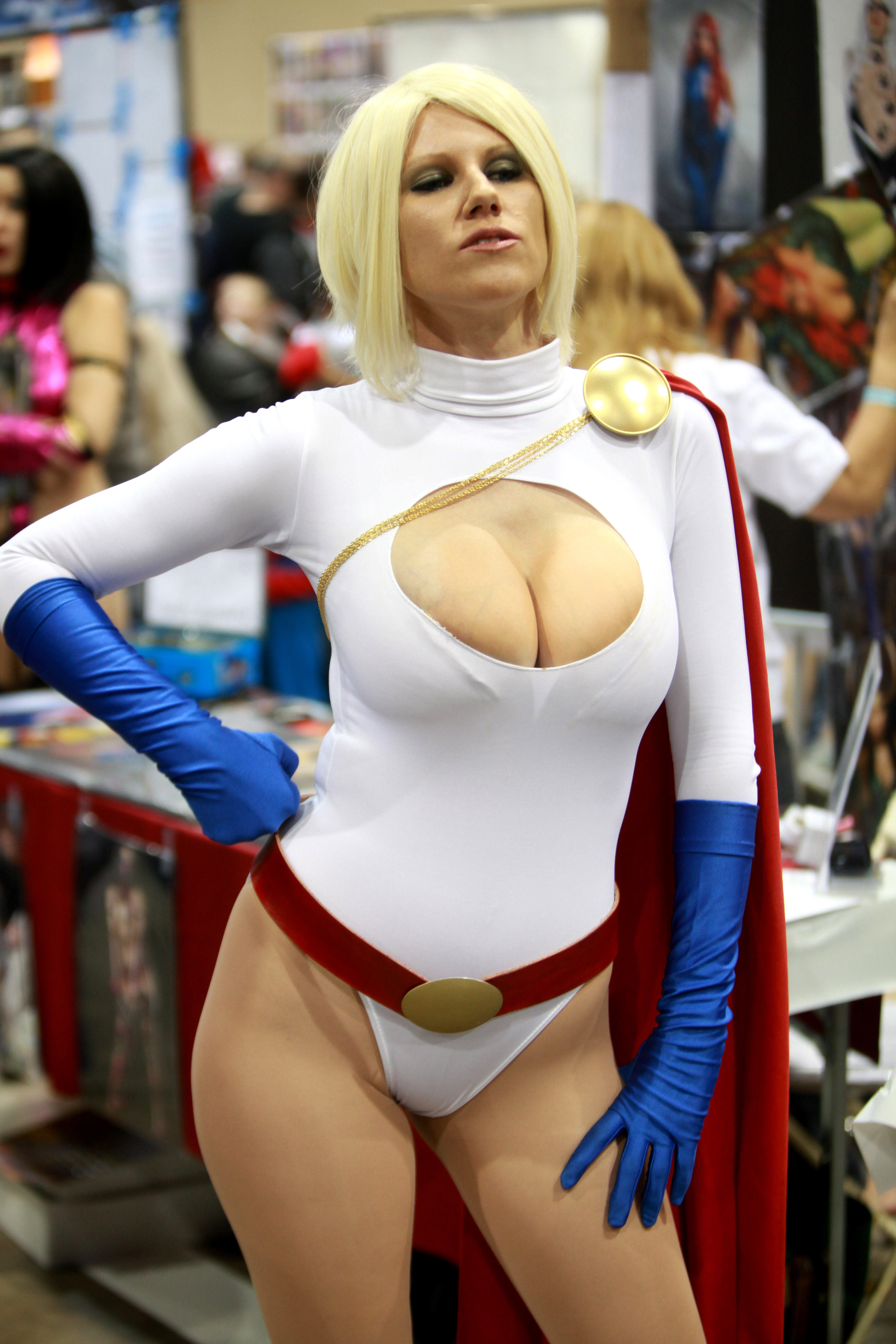
Cosplay de Power Girl à l'Amazing Arizona Comic Con en 2014.

Power Girl évolue d'abord sur Terre 2, une version alternative de la Terre se situant dans un univers parallèle. Elle y côtoie les alter ego des super-héros vivants sur la planète Terre dont le Superman de Terre 2 qui est son cousin.
Tout comme son cousin, Power Girl (de son vrai nom Kara Zor-EL) a échappé à la destruction de Krypton. Son vaisseau ayant voyagé plus lentement, elle arrive sur Terre 2, bien après Superman.
À son arrivée, elle découvre que son cousin Kal-EL est devenu un super-héros costumé sous le nom de Superman. N'hésitant pas, elle lui emboîte le pas et devient elle aussi une super-héroïne de Terre 2. Elle se choisit comme nom Power Girl. Comme costume, elle opte pour un maillot blanc avec un décolleté, une cape rouge, une ceinture rouge ou bleu, des gants et bottes bleues.
Aspirée par un portail d’énergie avec sa consœur Huntress, elle se retrouve sur la Terre. Comme son cousin de cette dimension, elle décide de ne plus être une super-héroïne à pleins temps et adopte l’identité civile de Karen Starr, une gérante de société informatique. Elle rejoint alors parfois le groupe de super-héroïnes, les Birds of Prey.

## Publication

### Aux États-Unis

#### Séries

Logo de la série de comic books Power Girl (2009)

- Power Girl (1988) de Rick Hoberg et Paul Kupperberg  ;
- Power Girl (2009-2011) de Sami Basri, Amanda Conner, Justin Gray, Jimmy Palmiotti, Hendry Prasetya, Matthew Sturges et Judd Winick.
- Harley Quinn and Power Girl (2015-2016) de Flaviano Armentaro, Amanda Conner, Elliot Fernandez Justin Gray, Justin Norman, Jimmy Palmiotti et Stephane Roux.

#### Albums
- Power Girl (2006)  de Dan DiDio, Bob Greenberger, Bob Joy, Anton Kawasaki et Drew R. Moore ;
- Power Girl 1 - A New Beginning (2010) d'Amanda Conner, Justin Gray et Jimmy Palmiotti ;
- Power Girl 2 - Aliens & Apes (2010) d'Amanda Conner, Justin Gray et Jimmy Palmiotti ;
- Power Girl 3 - Bomb Squad (2011) de Sami Basri et Judd Winick ;
- Power Girl 4 - Old Friends (2012) de Sami Basri, Hendry Prasetya, Matthew Sturges et Judd Winick ;
- Power Girl - Power Trip (2014) d'Amanda Conner, Justin Gray, Geoff Johns et Jimmy Palmiotti.

### En France
- Power Girl 1 (Power Girl - A New Beginning), 21 mars 2014, DC Classiques, Urban Comics, 160 pages  (ISBN 978-2-3657-7337-9)[4].
- Power Girl 2 (Power Girl - Aliens & Apes), 12 septembre 2014, DC Classiques, Urban Comics, 152 pages  (ISBN 978-2-3657-7393-5)[5].
- Harley Quinn & Power Girl (Harley Quinn and Power Girl), 3 juin 2016, DC Renaissance, Urban Comics, 152 pages  (ISBN 978-2-3657-7882-4)[6].

## Adaptations à d'autres médias
- En 2004-2006 dans la série télévisée Justice League Unlimited, le personnage de Galatea est graphiquement inspiré de celui de Power Girl. C'est en fait un clone de Supergirl créé par le professeur Emil Hamilton[7].
- En 2009 dans le film d'animation direct-to-video Superman/Batman : Ennemis publics, elle travaille sous le commandement de Captain Atom qui est aux ordres du président des États-Unis Lex Luthor[8].
- En 2010 dans le Jeu multijoueur DC Universe Online elle fait partie des personnages jouables[9].